# Один долар США (монета)
Історично склалося, що на території США 1 долар завжди був розмінною одиницею. Якщо сьогодні він відомий світові у вигляді банкноти, то спочатку він був монетою. При цьому існувало два види монети цієї вартості: одна виготовлялась з золота, друга зі срібла.

## Історія срібного долара США
Від 1795 року по 1964 рік існувало п'ять різних дизайнів монети цього номіналу. Однак стандарти карбування практично не змінювалися з першого дня введення в обіг цієї монети. При виробництві срібного долара ґрунтувалися на наступних принципах:
- співвідношення срібла до міді 9:1;
- вага монети 27 грамів;
- діаметр 39 мм;
- метод карбування звичайний штемпельний.

### Перший варіант монети
У період з 1795 року по 1804 рік карбувалася монета, розроблена Робертом Скотом. Виробництво велося в Філадельфії. За весь час було випущено більше мільйона екземплярів монет.
На аверсі зображено дівчину, яка дивиться вправо, яка уособлює свободу. Під портретом написана дата карбування монети, а з боків від нього вибиті зірки. Над зображенням дівчини написано «LIBERTY». Закінчується монета декоративною каймою і маленьким бортиком.
Реверс містить зображення орла, укладеного в лавровий вінок. Орел зображений з розчепіреними крилами і дивиться вправо. Між вінком і декоративною каймою, яка розташовується по краю монети, написано «UNITED STATES OF AMERICA».

### Другий варіант монети
У 1836 році з'являється новий срібний долар, який карбувався до 1839 року. Він розроблений Крістіаном Гобрехтом.
На аверсі Свобода як і раніше сидить і дивиться вліво, але зображення її менш чітко. Під зображенням була прибрана відмітка мінцмейстер, але дата карбування залишилася. Зліва від жінки вибито 7 зірок. Між її головою і палицею з ковпаком знаходиться ще одна зірка і справа залишилися 5 зірок. Таким чином зображено 13 зірок, що відповідає числу штатів при створенні держави. По всьому колу монети знаходяться декоративна облямівка і бортик.
На реверсі орел дивиться вліво, але вже не летить, а сидить. На його грудях прапор США. В лапах оливкова гілка і стріли. Над орлом написано «UNITED STATES OF AMERICA», а під ним «ONE DOL.».

### Третій варіант монети
У 1878-1921 рр. було вироблено понад 650 мільйонів монет нового зразка. Новий штемпель був розроблений Джорджем Морганом. Він застосовувався на монетних дворах Філадельфії, Нового Орлеана, Карсон-Сіті, Денвера і Сан-Франциско. 

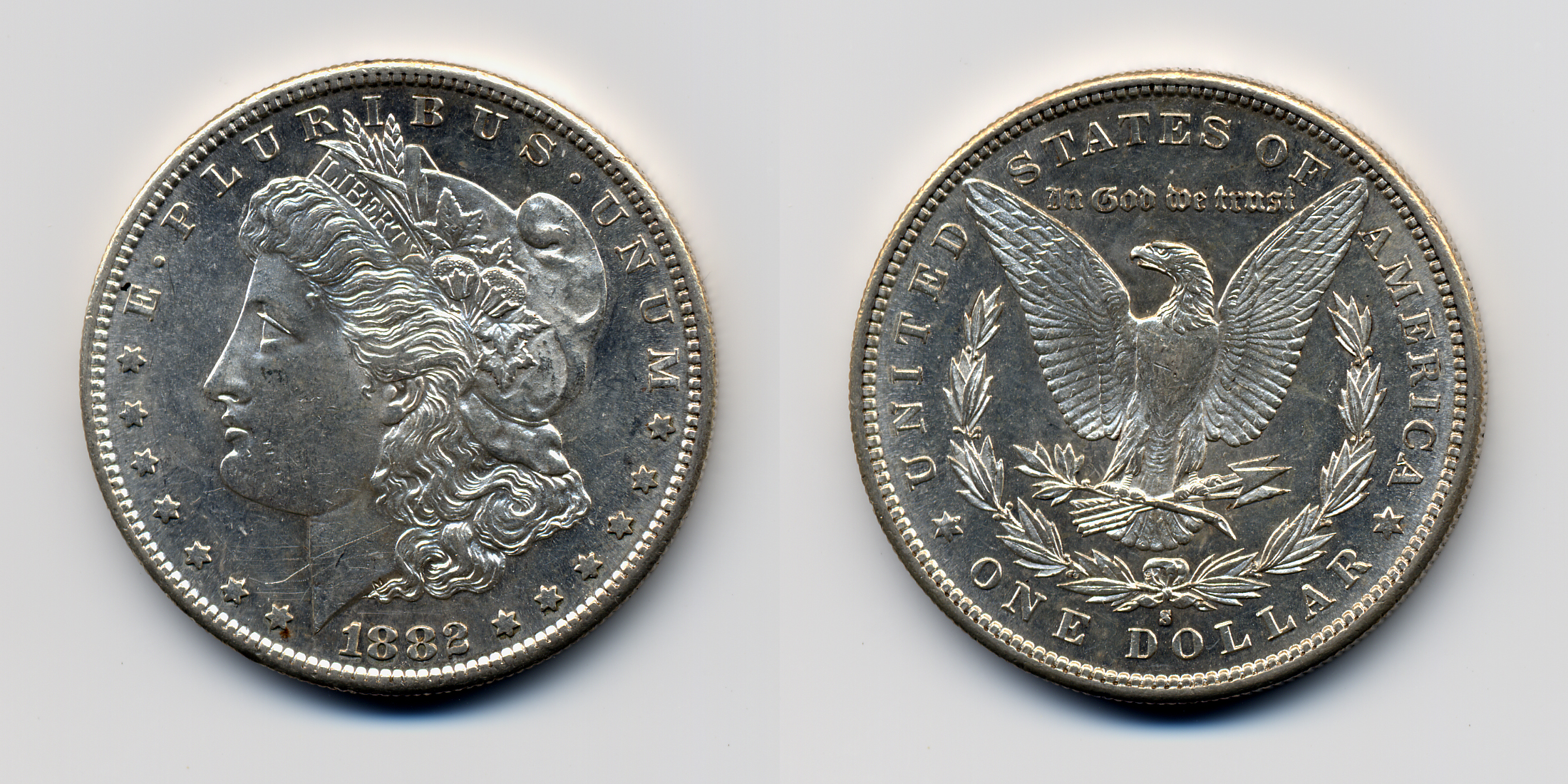
Один долар США, який випускався з 1878 по 1921рр

На аверсі зображено голову дівчини, яка дивиться наліво. У неї на голові ковпак, лавровий вінок і корона з написом «LIBERTY». Під зображенням вибита дата карбування, а з боків 13 шестикінечний зірок. Над Свободою написано латиною «E.PLURIBUS.UNUM». По краю монети облямівка і бортик.
На реверсі орел, дивиться наліво. У нього в лапах оливкова гілка і стріли. Його крила підняті високо вгору. Під ним лавровий вінок. Над головою орла написано «IN GOD WE TRUST», а по всьому колу монети викарбувано «UNITED STATES OF AMERICA» і «ONE DOLLAR». Ці два написи розділені шестикінечної зірки. Декоративна облямівка і бортик також присутні.

### Четвертий варіант монети
Останній тип срібного долара випускався в період з 1921 року по 1964 рік з невеликими перервами. Всього було вироблено понад 650 мільйонів примірників. Мінцмейстер був Антоніо де Франчески. Гроші проводилися на монетних дворах Філадельфії, Денвера і Сан-Франциско.

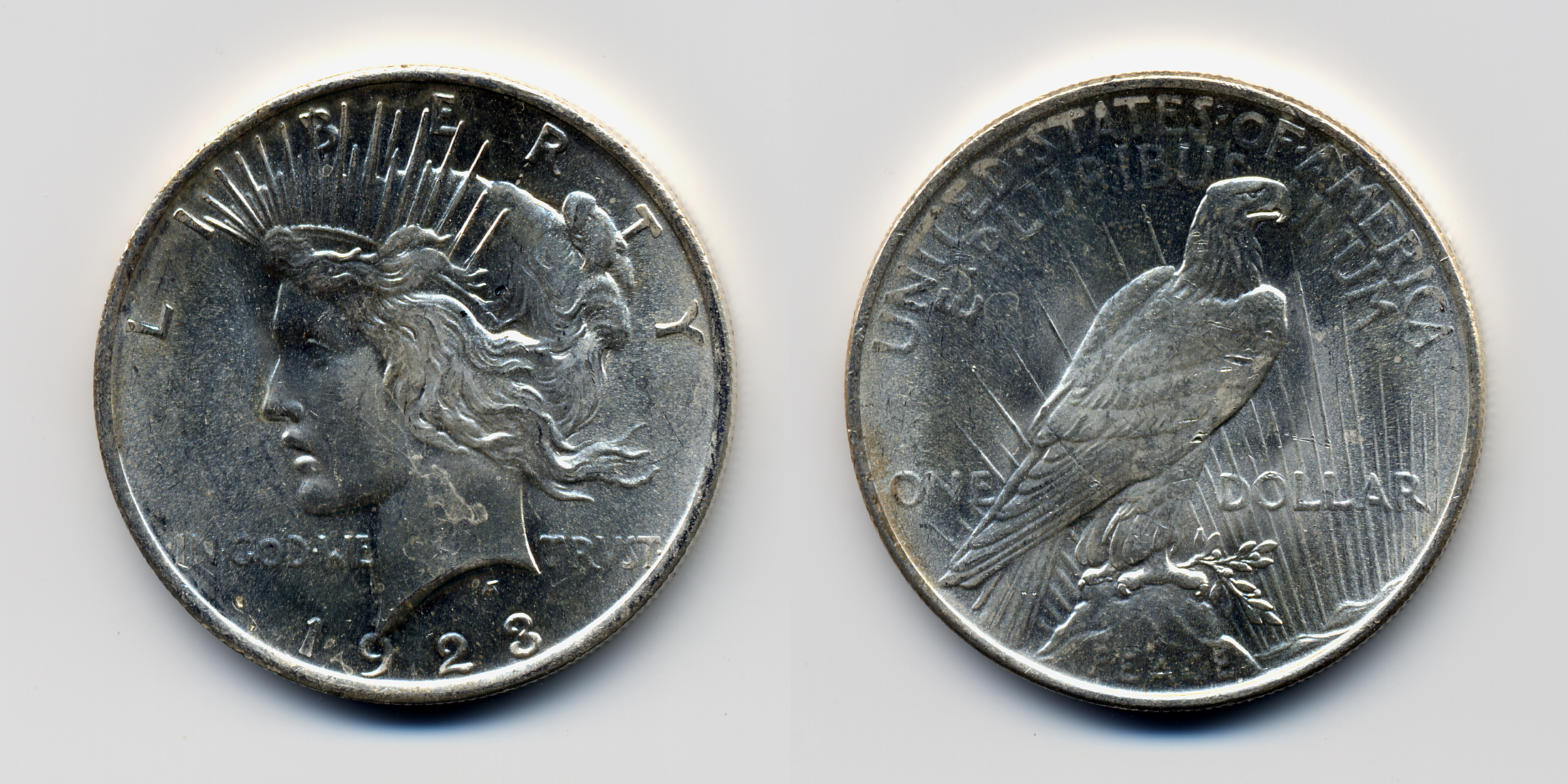
Останній варіант монети

На аверсі присутня та ж дівчина, яка дивиться вліво. Її волосся розвіваються за вітром. На голові знаходиться корона. Шия розділяє напис «IN GOD WE TRUST». Під дівчиною написана дата карбування. Над нею вибито слово «LIBERTY».
На реверсі намальований білоголовий орлан, що дивиться на схід. Він стоїть на камені з написом «PEACE», а в лапах тримає оливкову гілку. Праворуч і ліворуч від орла написано «ONE DOLLAR». Знизу монети йдуть промені сонця, що сходить, які доходять до верхньої частини монети. Зверху написано вигравірувано «UNITED STATES OF AMERICA» з одного рядка і «E.PLURIBUS.UNUM» з іншого.